# ティモシー・ブラッドリー
ティモシー・ブラッドリー（Timothy Bradley、1983年8月29日 - ）は、アメリカ合衆国の元プロボクサー。カリフォルニア州カセドラルシティ出身。元WBC・WBO世界スーパーライト級王者。元WBO世界ウェルター級スーパー王者。世界2階級制覇王者。
トレーナーはテディ・アトラス。 ヴィーガン （菜食主義）による減量を行なっていたが、パッキャオ戦の初戦と第2戦で共に足を負傷したことを考慮し、現在は肉を食べるようになった。ブラッドリーはボクサーの50～60%が禁止ドーピング薬物を使用していると推定している。

## 来歴
カリフォルニア州カセドラルシティ生まれ、パームスプリングス育ち。高校ではカブ・スワンソンと同級生だった。2006年に高校の同級生と結婚、同時に妻の2人の連れ子の父親となった。

### アマチュア時代
2002年4月、全米選手権に出場するが準々決勝で敗退。
2003年3月、全米選手権に出場するが準決勝でアンドレ・ベルトに敗退した。
2003年5月、ナショナルゴールデングローブに出場するが決勝でアンドレ・ベルトに敗退した。
2004年、アテネオリンピック国内西地区予選でバネス・マーティロスヤンに敗退した。

### プロ時代
2004年8月20日、プロデビュー。
2005年9月23日、WBC世界ウェルター級ユース王座を獲得。以後、2度の防衛に成功。
2006年6月23日、WBC世界スーパーライト級ユース王座を獲得。以後、2度の防衛に成功。
2007年7月27日、後のIBF世界ライト級王者ミゲル・バスケスと対戦、フルマークを含む10回3-0の大差判定勝ち。
2008年3月8日、ホセ・ルイス・カスティージョと対戦が予定されていたが、カスティージョが計量で4.5ポンド体重超過の失態を犯し、試合中止となった。
2008年5月10日、イギリスでWBC世界スーパーライト級王者ジュニア・ウィッター（イギリス）に挑戦。6回にダウンを奪うなどして、12回2-1（115-113、114-113、112-115）の僅差判定勝ちで全勝（22戦22勝）のまま王座を獲得した。当時のブラッドリーまだボクシングだけで稼ぐのは難しく、この時の銀行口座の残金はわずか11ドルであった。
2008年9月13日、エドナー・チェリー（アメリカ）と対戦し、3-0の大差判定勝ちで初防衛に成功した。
2009年4月4日、カナダでWBO世界スーパーライト級王者ケンドール・ホルト（アメリカ）と王座統一戦で対戦し、3-0の判定勝ちで王座統一に成功した。その後、指名挑戦者デボン・アレクサンダー（アメリカ）と期限内に対戦しなかったとして、WBC王座を剥奪された。
2009年8月1日、ネート・キャンベル（アメリカ）と対戦し、3回にキャンベルが左眉付近をカットし、3回終了TKO勝ちとなったが、カットがバッティングによるものだったとしてカリフォルニア州アスレチックコミッションは後日ノーコンテストに裁定を変更した。
2009年12月12日、暫定王者ラモン・ピーターソン（アメリカ）と王座統一戦で対戦し、3ラウンドにダウンを奪い大差の判定勝ちで王座を統一した。
2010年6月19日、マルコス・マイダナと対戦が予定されていたが、マイダナが背中を負傷し試合中止となった。
2010年7月17日、HBOデビュー戦。1階級上のウェルター級契約のノンタイトル12回戦でルイス・カルロス・アブレグと対戦、3-0で中差判定勝ちを収めた。
2011年1月29日、WBC世界同級王者のデボン・アレクサンダーと対戦し10回負傷判定勝ちを収めてWBO王座3度目の防衛、WBC王座の再獲得に成功した。
2011年7月、アレクサンダー戦から6ヶ月間防衛戦を行っていない事を理由にWBCはブラッドリーの王座を剥奪した、しかし6ヶ月間以上防衛戦を行わない王者は多数いるため、ブラッドリーだけが王座を剥奪されたことに非難が殺到。その後、WBCはブラッドリーを休養王座に認定した。
2011年11月12日、同級10位ホエール・カサマヨール（キューバ）と対戦し、8回TKO勝ちで4度目の防衛に成功しカサマヨールに引導を渡した。
2012年6月9日、アメリカ・ラスベガスのMGMグランド・ガーデン・アリーナでWBO世界ウェルター級王者で世界6階級制覇王者マニー・パッキャオ（フィリピン）と対戦。12回2-1（2者が115-113、113-115）の僅差判定勝ちで王座を獲得し、無敗で2階級制覇を達成した。
しかし、試合自体は序盤から手数で上回るパッキャオが優勢であり、左ストレートを時折クリーンヒットさせていた。一方のブラッドリーも巧みなディフェンスを披露するものの手数で大きく下回り、決定打を打てないまま試合を終えた。HBOの試合中継では119-109でパッキャオ優勢と出ていた。この不可解な判定が告げられた瞬間、場内には大ブーイングが発生するなど、この試合の判定に対する批判は多く、「ボクシング史上最悪な判定の一つ」と評する声もある。
両者のプロモーターであるトップランク社のボブ・アラムは「ブラッドリーのことは讃えたいが、ボクシングに関わってこんな恥ずかしい思いをしたのは初めてだ。ジャッジは採点の仕方を知らないとしか言いようがない。昨年のパッキャオ対マルケス戦は接戦だったからどちらの勝ちでもおかしくないが、今日の試合は接戦ですらない明白なパッキャオの勝ちだった」と激怒した。ブラッドリーは試合序盤、レフェリーと交錯した際に左足を骨折していたことが試合後判明した。
WBOは9日のWBO世界ウェルター級タイトルマッチで、ブラッドリーの2-1の判定勝ちとした判定について国際ジャッジ5人による精査を行い、5人全員がパッキャオを支持するも判定は覆らず、ボブ・アラムを含めパッキャオとの再戦を促した。
2012年6月、WBO世界ウェルター級王座獲得によりWBO世界スーパーライト級王座を返上した。
2013年3月16日、アメリカ・カリフォルニア州のホーム・デポ・センター・テニスコートで、WBO世界スーパーライト級2位のルスラン・プロボドニコフ（ロシア）と対戦し、12回3-0（2者が114-113、115-112）の判定勝ちで初防衛に成功した。ブラッドリーは普段とは違い足を止めて打ち合いに応じ試合は激闘となったが、試合直後にリング上で受けたインタビューで数秒前に自分で喋った事が思い出せなくなるほどの大きなダメージを被り、試合後記者会見に出席することなく病院に運び込まれた。その後「(試合で起きた)ほとんどの事を覚えていない。正面に立ってビッグパンチャーと打ち合ったのはバカだったよ。作戦はアウトボクシングすることだったんだが、なぜか分からないけど打ち合ってしまった」、「1ラウンド以降は酔っ払っているような感じでセコンドの指示にも上の空で、自分が何ラウンドを戦っているのかわからない状態だった」と話している。別のインタビューでは今回の試合はあまり調子が良くなかったと語り、理由について、試合2週間前の時点でウェルター級の制限体重を20ポンドオーバーしており短期間で無理な減量をしたこと、試合当日の体重を過去最高となる160ポンドと体重を戻しすぎたことを上げた。ブラッドリーは2ヵ月半、ろれつの回らない状態や平衡感覚がままならない状態が続いたが複数の専門医に診てもらうことで回復した。この試合はHBOが放送して120万人の平均視聴率を獲得、2013年度リングマガジン ファイト・オブ・ザ・イヤーにも選ばれた。
10月12日にファン・マヌエル・マルケスと対戦することが発表される。
2013年6月～8月、ファン・マヌエル・マルケスは前の試合となる2012年12月のマニー・パッキャオ戦で、39歳にして不自然なほどビルドアップされた体や元ステロイドの売人であるアンヘル・ギジェルモ・エレディアをコーチとして陣営に迎えたことなどで多くのドーピング使用疑惑報道があった。そのため、今回の試合では検査が甘いと言われているネバダ州コミッションによるドーピング検査では無く、抜き打ち検査を含むオリンピックレベルの検査基準を採用しているVADAかUSADAによるドーピング検査が行われることが両者の合意のもと契約書に盛り込まれていた。しかし、マルケスは合意を撤回、交渉の引き延ばしやブラッドリーに理不尽な体重制限を要求するなどしてVADAかUSADAによる検査を拒否した。これに呆れたブラッドリーが試合を行わない可能性を示唆したことで試合実現が一時的に危ぶまれた。その後ブラッドリーが折れる形となり、マルケスへのドーピング検査がネバダ州アスレチックコミッションによる検査のみになることを了承、VADAによる検査は自費でブラッドリーだけに行われることとなった。
2013年10月12日、トーマス&マック・センターにて、4階級制覇王者でWBO世界スーパーライト級王者ファン・マヌエル・マルケスと対戦し、12回2-1（116-112、115-113、113-115）の判定勝ちで2度目の防衛に成功した。当初は同年9月14日に予定されていたが、同日にフロイド・メイウェザー・ジュニアとサウル・アルバレスの対戦が決定した為、延期されていた。
2014年4月12日、MGMグランド・ガーデン・アリーナでマニー・パッキャオとおよそ2年振りのリマッチを行うも、12回0-3（2者が112-116、110-118）の判定負けで3度目の防衛に失敗し王座から陥落するとともに、33戦目にして初黒星となった。
2014年12月13日、コスモポリタン・オブ・ラスベガスでディエゴ・ガブリエル・チャベスとウェルター級契約のノンタイトル12回戦で対戦して、12回1-1（115-113、116-112、114-114）の判定で引き分けとなった。この試合でブラッドリーは200万ドル(約2億円)、チャベスは3万5千ドル（約350万円）のファイトマネーを獲得した。
2015年4月2日、IBFがIBF世界ウェルター級王者ケル・ブルックの挑戦者決定戦でブラッドリーとIBF世界ウェルター級4位のアミール・カーンで対戦するよう指令を出したが、カーンが指令を断った。IBFは次にIBF世界ウェルター級5位のフランキー・ギャビンにブラッドリーと挑戦者決定戦で対戦するよう指令を出したが、ケル・ブルックとフランキー・ギャビンの対戦が決まった為、ギャビンは指令を断った。さらにIBFはIBF世界ウェルター級6位のショーン・ポーターに挑戦者決定戦でブラッドリーと対戦するよう指令を出したが、今度はブラッドリーが指令を断った。
2015年6月27日、カリフォルニア州カーソンのスタブハブ・センター・テニスコートでWBA世界スーパーライト級王者でWBO世界ウェルター級5位のジェシー・バルガスとWBO世界ウェルター級王座決定戦を行う予定だったが、フロイド・メイウェザー・ジュニアがWBO世界ウェルター級王座を返上していなかった為、WBO世界ウェルター級暫定王座決定戦として行われ、12回3-0（115-112、116-112、117-111）の判定勝ちを収め、暫定ながら王座返り咲きに成功した。
2015年7月6日、正規王者のフロイド・メイウェザー・ジュニアが王座を剥奪された為、ブラッドリーが正規王座に認定された。
2015年7月14日、WBOは最新ランキングを発表し、ティモシー・ブラッドリーをWBO世界ウェルター級王者としてランクインした。
2015年11月7日、トーマス&マック・センターで元WBA世界ライト級王者でWBO世界ウェルター級3位のブランドン・リオスと対戦し9回に2度ダウンを奪ってレフェリーがストップ。9回2分49秒TKO勝ちで初防衛に成功した。この試合からデビュー戦からコンビを組んできたジョエル・ディアスとタッグを解消し、トレーナーをテディ・アトラスに変えた。
2016年4月9日、MGMグランド・ガーデン・アリーナでこの試合で引退となるマニー・パッキャオと対戦し2度目の防衛を目指していたが、WBOからサダム・アリとの指名試合を発令された為、ブラッドリーはパッキャオとの決着戦実現を優先、2016年2月9日に王座を返上し、WBOインターナショナルウェルター級王座決定戦に変更となった。試合は7回と9回にダウンを奪われ12回0-3(3者共110-116)の判定負けを喫し王座獲得に失敗した。
2017年8月5日、現役引退を発表した。

## 戦績
- アマチュアボクシング：145戦 135勝 10敗
- プロボクシング：37戦 33勝 (13KO) 2敗 1分 1無効試合

| 戦           | 日付           | 勝敗 | 時間     | 内容         | 対戦相手                           | 国籍           | 備考                                                                    |
| ------------ | -------------- | ---- | -------- | ------------ | ---------------------------------- | -------------- | ----------------------------------------------------------------------- |
| 1            | 2004年8月20日  | ☆    | 2R 2:17  | TKO          | フランシスコ・マルチネス           | アメリカ合衆国 | プロデビュー戦                                                          |
| 2            | 2004年10月29日 | ☆    | 4R       | 判定 3-0     | ラウル・ヌネス                     | アメリカ合衆国 |                                                                         |
| 3            | 2004年11月22日 | ☆    | 1R 0:18  | TKO          | ルイス・メディナ                   | アメリカ合衆国 |                                                                         |
| 4            | 2005年3月28日  | ☆    | 1R 1:59  | KO           | カルロス・パーラ                   | メキシコ       |                                                                         |
| 5            | 2005年4月25日  | ☆    | 3R 2:49  | KO           | ラモン・オルティス                 | メキシコ       |                                                                         |
| 6            | 2005年6月3日   | ☆    | 6R       | 判定 3-0     | フスト・アルマサン                 | メキシコ       |                                                                         |
| 7            | 2005年7月21日  | ☆    | 5R 2:15  | TKO          | マルコス・アンドレ・ロチャ・コスタ | ブラジル       |                                                                         |
| 8            | 2005年8月26日  | ☆    | 6R       | 判定 3-0     | ファン・ヨアニ・セルバンテス       | アメリカ合衆国 |                                                                         |
| 9            | 2005年9月23日  | ☆    | 10R      | 判定 3-0     | フランシスコ・リンコン             | メキシコ       | WBC世界ウェルター級ユース王座決定戦                                     |
| 10           | 2005年11月21日 | ☆    | 9R       | 負傷判定 3-0 | ホルヘ・アルベルト・パディーリャ   | メキシコ       |                                                                         |
| 11           | 2006年2月17日  | ☆    | 2R 終了  | TKO          | ラファエル・オルティス             | メキシコ       | WBCユース防衛1                                                          |
| 12           | 2006年3月31日  | ☆    | 8R       | 判定 3-0     | エリ・アディソン                   | アメリカ合衆国 | WBCユース防衛2                                                          |
| 13           | 2006年5月13日  | ☆    | 6R 終了  | KO           | ヘスス・アベル・サンティアゴ       | アメリカ合衆国 |                                                                         |
| 14           | 2006年6月23日  | ☆    | 3R 0:27  | TKO          | アルツロ・ウレナ                   | メキシコ       | WBC世界スーパーライト級ユース王座決定戦                                 |
| 15           | 2006年8月18日  | ☆    | 5R 終了  | TKO          | マルティン・ラミレス               | メキシコ       |                                                                         |
| 16           | 2006年10月16日 | ☆    | 1R 2:44  | KO           | アルフォンソ・サンチェス           | メキシコ       |                                                                         |
| 17           | 2006年12月1日  | ☆    | 8R 1:54  | 負傷判定 3-0 | ハイメ・ランヘル                   | コロンビア     |                                                                         |
| 18           | 2007年2月7日   | ☆    | 8R       | 判定 3-0     | マヌエル・ガルニカ                 | メキシコ       | WBCユース防衛1                                                          |
| 19           | 2007年4月13日  | ☆    | 5R 1:35  | TKO          | ナッシャー・アスマニ               | ケニア         |                                                                         |
| 20           | 2007年6月1日   | ☆    | 10R      | 判定 3-0     | ドナルド・カマレナ                 | アメリカ合衆国 |                                                                         |
| 21           | 2007年7月27日  | ☆    | 10R      | 判定 3-0     | ミゲル・バスケス                   | メキシコ       | WBCユース防衛2                                                          |
| 22           | 2008年5月10日  | ☆    | 12R      | 判定 2-1     | ジュニア・ウィッター               | イギリス       | WBC世界スーパーライト級タイトルマッチ                                   |
| 23           | 2008年9月13日  | ☆    | 12R      | 判定 3-0     | エドナー・チェリー                 | アメリカ合衆国 | WBC防衛1                                                                |
| 24           | 2009年4月4日   | ☆    | 12R      | 判定 3-0     | ケンドール・ホルト                 | アメリカ合衆国 | WBC・WBO世界スーパーライト級王座統一戦 WBC防衛2→剥奪・WBO獲得           |
| 25           | 2009年8月1日   | –    | 3R       | NC           | ネート・キャンベル                 | アメリカ合衆国 | WBO防衛1                                                                |
| 26           | 2009年12月12日 | ☆    | 12R      | 判定 3-0     | ラモン・ピーターソン               | アメリカ合衆国 | WBO世界スーパーライト級王座統一戦 WBO防衛2                              |
| 27           | 2010年7月17日  | ☆    | 12R      | 判定 3-0     | ルイス・カルロス・アブレグ         | アルゼンチン   |                                                                         |
| 28           | 2011年1月29日  | ☆    | 10R 終了 | 負傷判定 3-0 | デボン・アレクサンダー             | アメリカ合衆国 | WBC・WBO世界スーパーライト級王座統一戦 WBC獲得→休養王座に認定・WBO防衛3 |
| 29           | 2011年11月12日 | ☆    | 8R 2:59  | TKO          | ホエル・カサマヨール               | キューバ       | WBO防衛4                                                                |
| 30           | 2012年6月9日   | ☆    | 12R      | 判定 2-1     | マニー・パッキャオ                 | フィリピン     | WBO世界ウェルター級タイトルマッチ                                       |
| 31           | 2013年3月16日  | ☆    | 12R      | 判定 3-0     | ルスラン・プロボドニコフ           | ロシア         | WBO防衛1                                                                |
| 32           | 2013年10月12日 | ☆    | 12R      | 判定 2-1     | ファン・マヌエル・マルケス         | メキシコ       | WBO防衛2                                                                |
| 33           | 2014年4月12日  | ★    | 12R      | 判定 0-3     | マニー・パッキャオ                 | フィリピン     | WBO陥落                                                                 |
| 34           | 2014年12月13日 | △    | 12R      | 判定 1-1     | ディエゴ・ガブリエル・チャベス     | アルゼンチン   |                                                                         |
| 35           | 2015年6月27日  | ☆    | 12R      | 判定 3-0     | ジェシー・バルガス                 | アメリカ合衆国 | WBO世界ウェルター級暫定王座決定戦→正規王座に認定                        |
| 36           | 2015年11月7日  | ☆    | 9R 2:49  | TKO          | ブランドン・リオス                 | アメリカ合衆国 | WBO防衛1                                                                |
| 37           | 2016年4月9日   | ★    | 12R      | 判定 0-3     | マニー・パッキャオ                 | フィリピン     | WBOインターナショナルウェルター級王座決定戦                             |
| テンプレート |                |      |          |              |                                    |                |                                                                         |

## 獲得タイトル
- WBC世界ウェルター級ユース王座（防衛2=返上）
- WBC世界スーパーライト級ユース王座（防衛2=返上）
- WBC世界スーパーライト級王座（防衛2=剥奪）
- WBO世界スーパーライト級王座（防衛4=返上）
- WBC世界スーパーライト級王座（防衛0=剥奪および休養王座に認定）
- WBO世界ウェルター級王座（防衛2）
- WBO世界ウェルター級暫定王座（防衛0=正規王座に認定）
- WBO世界ウェルター級王座（防衛1=返上）

## 表彰
- 2013年度リングマガジン ファイト・オブ・ザ・イヤー(ルスラン・プロボドニコフ戦

## ペイ・パー・ビュー売上げ
| 日付           | イベント                                                | 売上げ    | テレビ局 |
| -------------- | ------------------------------------------------------- | --------- | -------- |
| 2016年4月9日   | マニー・パッキャオ vs. ティモシー・ブラッドリー 3       | 40万件    | HBO      |
| 2014年4月12日  | マニー・パッキャオ vs. ティモシー・ブラッドリー 2       | 75万件    | HBO      |
| 2013年10月12日 | ティモシー・ブラッドリー vs. ファン・マヌエル・マルケス | 37万5千件 | HBO      |
| 2012年6月9日   | マニー・パッキャオ vs. ティモシー・ブラッドリー 1       | 89万件    | HBO      |